# Bellingham High School
Bellingham High School je veřejná střední škola v Bellinghamu, v americkém státě Washington, kterou navštěvují především studenti z oblastí škol Whatcom Middle School a Kulshan Middle School.

## Historie
Škola byla otevřena v únoru 1938 a její stavba stála 912 tisíc amerických dolarů.
Od června 1998 byla na dva roky uzavřena kvůli masivní renovaci, při které byla celá budova rozkopána a některé části dokonce zbořeny. Speciální péče byla věnována západní straně budovy, jejíž fasádu z uměleckého stylu art deco bylo potřeba zachovat.
Od začátku existence školy byl jejím maskotem Red Raider, indiánský náčelník s velkou válečnou čelenkou. V letech před renovací školy byla často zpochybňována politická přesnost maskota. Tradice vyhrávala právě do doby renovace, kterou se školní obvod rozhodl využít ke změně maskota na dravého ptáka.
Ve školním roce 2009-10 poskytovala škola také učební prostor osmákům z Whatcom Middle School, která v listopadu 2009 vyhořela.

## Studium
Škola nabízí rozvrh hodin, který zahrnuje kurzy, které připravují studenty na vysokoškolské studium a také státní program Running Start, který umožňuje studentům získat středoškolský diplom a získat specializované studium na Bellingham Technical College a Whatcom Community College.

## Sporty
Škola soutěží v Severozápadní konferenci Washingtonské asociace meziškolních aktivit, kde se účastní ve třinácti sportech (baseball, basketball, běh terénem, fastpitch softball, americký fotbal, golf, gymnastika, fotbal, plavání, tenis, atletika, volejbal a zápas).